# Ламот-Гоас
Ламо́т-Гоа́с (фр. Lamothe-Goas) — коммуна во Франции, находится в регионе Юг — Пиренеи. Департамент — Жер. Входит в состав кантона Флёранс. Округ коммуны — Кондом.
Код INSEE коммуны — 32188.

## География

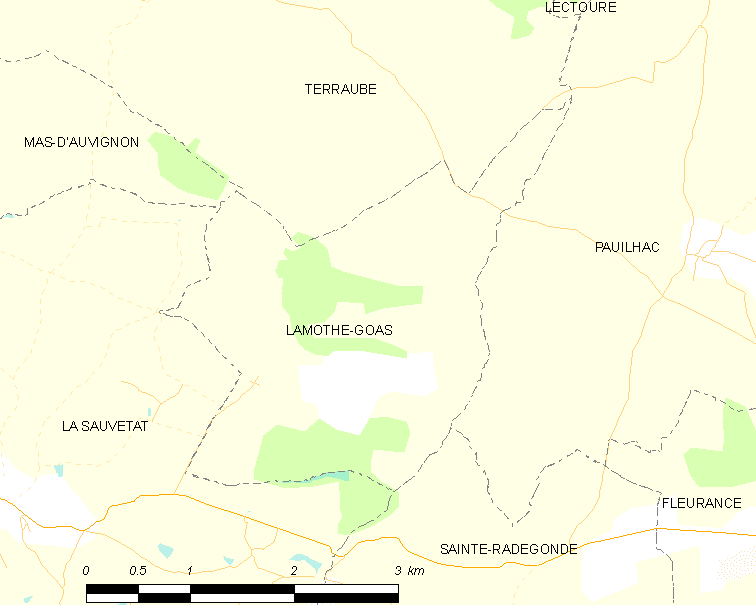
Карта коммуны

Коммуна расположена приблизительно в 580 км к югу от Парижа, в 80 км западнее Тулузы, в 25 км к северу от Оша.

## Климат
Климат умеренно-океанический. Лето жаркое и немного дождливое, температура часто превышает 35 °С. Зимой часто бывает отрицательная температура и ночные заморозки. Годовое количество осадков — 700—900 мм.

## Население
Население коммуны на 2010 год составляло 67 человек.
| 1962 | 1968 | 1975 | 1982 | 1990 | 1999 | 2010 |
| ---- | ---- | ---- | ---- | ---- | ---- | ---- |
| 84   | 73   | 75   | 70   | 73   | 64   | 67   |

## Администрация
| Период | Период | Фамилия         | Партия                  | Примечания |
| ------ | ------ | --------------- | ----------------------- | ---------- |
| 2001   | 2020   | Ален Скюделларо | Социалистическая партия |            |

## Экономика
В 2010 году среди 43 человек трудоспособного возраста (15-64 лет) 33 были экономически активными, 10 — неактивными (показатель активности — 76,7 %, в 1999 году было 75,0 %). Из 33 активных жителей работали 33 человека (17 мужчин и 16 женщин), безработных не было. Среди 10 неактивных 2 человека были учениками или студентами, 6 — пенсионерами, 2 были неактивными по другим причинам.